# Giuseppe Bolagnos
Giuseppe Bolagnos, I marchese di Pizzighettone, nato José de Navia Bolaño y Castro (Navia, 5 aprile 1668 – Venezia, 20 gennaio 1732), è stato un nobile, diplomatico, politico e mecenate spagnolo naturalizzato italiano.

## Biografia
Figlio di Alvaro de Navia Bolaño y Moscoso e di sua moglie María Lorenza de Castro Ulloa y Pimentel, José (poi italianizzato in Giuseppe) nacque a Navia, nelle Asturie. Compì i propri studi giovanili in legge presso l'Università di Salamanca e vi insegnò per qualche tempo diritto romano per poi trasferirsi a Milano nel 1702 al seguito dell'armata spagnola in Italia. 

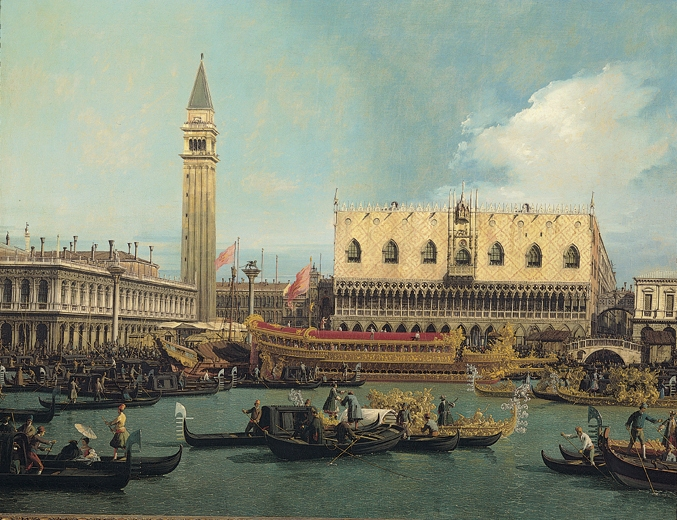
Il Bucintoro al Molo il giorno dell'Ascensione, Canaletto.

Qui, il 27 novembre 1706, sposò la nobile Isabella Boselli, figlia del conte Enrico Boselli (di nobile famiglia bergamasca) e della contessa Costanza Rho. La coppia ebbe insieme due figli: Alvaro (Milano, 5 settembre 1707) e Carlo (Milano, 24 novembre 1708). Nel 1710 divenne reggente del Consiglio d'Italia e della luogotenenza della Regia Camera di Napoli. Nel 1714, Giuseppe ottenne la cittadinanza milanese e l'ascrizione al patriziato locale e l'anno successivo avviò la costruzione del palazzo milanese della famiglia. Nel 1717, col favore di Carlo VI del Sacro Romano Impero, ottenne i feudi di Fracchia, Pizzighettone, Riolo, Robecco d'Oglio, Villa Pompeiana, Vigadore, Basiasco, Caviaga, Conterico, Caleppio. In quello stesso anno e sino al 1727, divenne reggente togato per lo Stato di Milano all'interno del Supremo Consiglio di Spagna (nuovo organo che riunì il Consiglio d'Italia e la Giunta d'Italia). Nel 1727 venne nominato ambasciatore imperiale presso la Repubblica di Venezia e l'anno successivo ottenne il titolo di marchese sul principale dei suoi feudi, Pizzighettone. L'atto della presentazione delle credenziali di Giuseppe Bolagnos al doge Alvise III Mocenigo, avvenuto il 29 maggio 1729, venne immortalato dal Canaletto in un celebre dipinto eseguito proprio su commissione dello stesso Bolagnos. Sempre per il Bolagnos, nel 1729, il Canaletto eseguirà uno dei suoi capolavori più famosi, Il Bucintoro al Molo il giorno dell'Ascensione. Nel 1730 diede disposizioni per erigere sotto il suo patronato il Santuario della Madonna del Castagno a Muggiò.
Morì a Venezia nel 1732. La sua salma venne sepolta nella chiesa veneziana di Santa Maria di Nazareth. Alla sua morte gli succedette il figlio secondogenito Carlo dal momento che il primogenito gli era premorto. Quand'anche questi morì senza eredi e la casata si estinse, l'Ospedale Maggiore di Milano, come da indicazione testamentaria di Giuseppe, divenne erede delle fortune della famiglia.

## Matrimonio e figli
Sposò a Milano il 27 novembre 1706 la nobile Isabella Boselli, figlia del conte Enrico Boselli e di sua moglie, la contessa Costanza Rho. La coppia ebbe insieme due figli: 
- Alvaro (Milano, 5 settembre 1707 - p. del 1732)
- Carlo (Milano, 24 novembre 1708 - 1757), II marchese di Pizzighettone, sposò Margherita Dal Verme. Senza eredi.